# The Jester Race
Albums de In Flames
Lunar Strain Whoracle
The Jester Race est le second album du groupe suédois de death metal mélodique In Flames sorti en 1996. C'est le premier album comprenant Anders Fridén comme chanteur et Björn Gelotte comme batteur.
La chanson "Dead Eternity" est un réenregistrement provenant de Subterranean. Il en est de même pour "Dead God in Me", cette dernière porte aussi le nom "The Inborn Lifeless" sur l'EP, avec des paroles différentes de "Dead God in Me".

## Musiciens

### Membres du groupe
- Anders Friden - Chant
- Jesper Strömblad - Guitare
- Glenn Ljungstrom - Guitare
- Johan Larsson - Basse
- Björn Gelotte - Batterie, guitare

### Invités
- Fredrik Nordström − Claviers
- Oscar Dronjak − Participation au chant sur "Dead Eternity"
- Fredrik Johansson − Guitare solo sur "December Flower"
- Kasper Dahlqvist − Claviers sur "Wayfaerer"

## Titres[1]
| No  | Titre                             | Durée |
| --- | --------------------------------- | ----- |
| 1.  | Moonshield                        | 5:02  |
| 2.  | The Jester's Dance (instrumental) | 2:09  |
| 3.  | Artifacts of the Black Rain       | 3:15  |
| 4.  | Graveland                         | 2:47  |
| 5.  | Lord Hypnos                       | 4:01  |
| 6.  | Dead Eternity                     | 5:02  |
| 7.  | The Jester Race                   | 4:51  |
| 8.  | December Flower                   | 4:11  |
| 9.  | Wayfaerer (instrumental)          | 4:41  |
| 10. | Dead God in Me                    | 4:16  |

### Chansons bonus
| 11. | Goliaths Disarm Their Davids | 4:55 |
| 12. | Gyroscope                    | 3:23 |
| 13. | Acoustic Medley              | 2:32 |
| 14. | Behind Space (Chanson Live)  | 3:36 |

| 12. | Dead Eternity (demo)       | 5:02 |
| 13. | The Inborn Lifeless (demo) | 3:22 |